# 概念混成理論
在认知语言学領域 ，概念混成理論（英語：Conceptual blending），又称为概念整合理論或觀點應用（view application） ，是吉勒·福科尼耶和马克·特纳提出的认知理论。 根据该理论，潛意識被假定普遍存於日常思想和语言之中，而来自不同情境的元素和重要聯繫則在潜意识过程中發生了“融合”。這與试图对文化傳承的思想进行统一描述的迷因十分相似。

## 历史
這一理論於1993年開始發展，早期的代表性闡述可參見網路文章《概念整合與形式表達》。 特纳和福科尼耶引用了阿瑟·库斯勒於1964年出版的著作《创造行为》，將其作为概念混成的早期先驱：库斯勒在藝術、科學和幽默方面的創造性成就中發現了一個共同模式，他将其称为「矩阵的偶聯性關係」（bisociation of matrices）。 2002年，特纳和福科尼耶出版了《我们的思维方式》一書，书中提出了新版本的混成理论，术语變得略為不同。  在特纳和福科尼耶的系統闡述中，概念混成是喬治·萊考夫和罗杰・安东森（RafaelNúñez）於著作《數學的起源》中所使用的理论工具，萊考夫及安东森断言「理解數學需要掌握廣闊的隱喻混合網路。」

## 计算模型
概念混成與基於框架的理論息息相關，但從根本上超越了這些理論，原因在於它是關於如何結合框架（或類似框架的對象）的理論。 卡内基梅隆大学和PARC的施拉格（Shrager）於1980年代實現了稱為“ 觀點應用 ”的早期计算模型程式，該模型與當時還未提出的概念混成有著緊密關聯，並在複雜設備的因果推理領域以及科学推理领域有所應用。 最近混成的計算方法已經在數學等領域得到了發展。 後來的一些模型則基於早期實作尚未使用的「结构映射」之上。近期，在AI推理系統非單調擴展的背景下（並與基於框架的理論一致），通用框架能夠對複雜的類人概念組合(如寵物-魚問題)及概念混成作出解釋，並已在認知建模和計算創新應用 完成测试和开发。 

## 该理论的哲学地位
在概念混成理論學者馬克·特納的著作《文學心靈》中指出：  （p. 93）， 
 概念混成是日常思维的基本工具，從社會到科學，用于我们对所有现实的基本識解。 
 从概念混成中获得的见解被視爲创造性思维的产物，但是概念混成理论本身并不是一个完整的創造力理论，因为它没有阐明混成的来源。 换句话说，概念混成为描述创造性产物的术语，但對於灵感的问题卻沒有頭緒。     

## 笔记
1. ↑  Ritchie, L. David. . Metaphor and Symbol. 2004, 19: 31–50  [2020-06-14]. （原始内容存档于2019-04-27）.
2. ↑  Conceptual Integration and Formal Expression 的存檔，存档日期2006-05-16.
3. ↑  Mark Turner, Gilles Fauconnier: The Way We Think. Conceptual Blending and the Mind's Hidden Complexities. New York: Basic Books 2002, p. 37
4. ↑  Fauconnier, Gilles; Turner, Mark, , Basic Books, 2008.
5. ↑  Lakoff, George; Núñez, Rafael, , Basic Books: 48, 2003, ISBN 0-465-03770-4
6. ↑  Shrager, J. (1987) Theory Change via View Application in Instructionless Learning. Machine Learning 2 (3), 247–276.
7. ↑  Shrager, J. (1990) Commonsense perception and the psychology of theory formation. In Shrager & Langley (Eds.) Computational models of scientific discovery and theory formation. San Mateo, CA: Morgan Kaufmann.
8. ↑  Guhe, Markus, Alison Pease, Alan Smaill, Maricarmen Martinez, Martin Schmidtb, Helmar Gust, Kai-Uwe Kühnberger and Ulf Krumnack (2011). A computational account of conceptual blending in basic mathematics. Cognitive Systems Research Volume 12, Issues 3–4, September–December 2011, pp. 249–265 Special Issue on Complex Cognition
9. ↑  Lieto, A.; Pozzato, G.L. . Journal of Experimental and Theoretical Artificial Intelligence. 2020. arXiv:1811.02366 . doi:10.1080/0952813X.2019.1672799.
10. ↑  Lieto, A.; Perrone, F.; Pozzato, G.L.; Chiodino, E. . Cognitive Systems Research. 2019. doi:10.1016/j.cogsys.2019.08.005.
11. ↑  Lieto, A.; Pozzato, G.L. . Intelligenza Artificiale. 2019. doi:10.3233/IA-180016.
12. ↑  Chiodino, E.; Di Luccio, D.; Lieto, A.; Messina, A.; Rubinetti, D.; Pozzato, G.L. . 2020.
13. ↑  
Turner, Mark, , Oxford University Press, 1997.